# Comuna Șîșkîne, Novoukraiinka
Șîșkîne (în ucraineană Шишкине) este o comună în raionul Novoukraiinka, regiunea Kirovohrad, Ucraina, formată din satele Ostrivka și Șîșkîne (reședința).

## Demografie
Componența lingvistică a comunei Șîșkîne
     Ucraineană (97,72%)
     Rusă (1,14%)
     Română (1,14%)
Conform recensământului din 2001, majoritatea populației comunei Șîșkîne era vorbitoare de ucraineană (97,72%), existând în minoritate și vorbitori de rusă (1,14%) și română (1,14%).